# بی‌محابا
بی محابا آلبوم استودیویی اثر ابراهیم طهرانی پور به خوانندگی محمد معتمدی است که در دی ماه ۱۳۹۶ پخش شد. به پیشنهاد ابراهیم طهرانی پور این اثر به نفع دانش‌آموزان بنیاد کودک رونمایی شد.

## عوامل
آلبوم بی محابا اثر جدید محمد معتمدی به آهنگسازی ابراهیم طهرانی پور در ۸ قطعه منتشر شده‌است.
امیرحسین و امیر فرهنگ اسکندری تنظیم کنندگان دو قطعه از این آلبوم هستند. باقی قطعات توسط پویا سرایی برای ارکستر مجلسی تنظیم شده اند.
ضبط این آلبوم هم در استودیوهای ۵۴، آوای هنر و آوای پردیس انجام شده‌است.

## نوازندگان
ابراهیم و امیرحسین طهرانی پور (تنبور)، عبدالرضا رهنما (تنبور)، میثم مروستی (ویولن و آلتو) و علی جعفری پویان (ویولن)، آتنا اشتیاقی (ویولنسل)، حسین رضایی‌نیا (دف)، امیر فرهنگ اسکندری و آزاد میرزاپور (عود)، زکریا یوسفی (سازهای کوبه ای) و علیرضا دریایی و امیرحسین اسکندریان (کمانچه) نوازندگان این آلبوم هستند.

## قطعات
| ردیف | آهنگ            |
| ۱    | ای عشق          |
| ۲    | یار با ماست     |
| ۳    | تنبور (تکنوازی) |
| ۴    | کوی خرابات      |
| ۵    | بی کمترین بهانه |
| ۶    | وعده دیدار      |
| ۷    | سواران          |
| ۸    | میخانه          |